# Левайлантов зелёный дятел

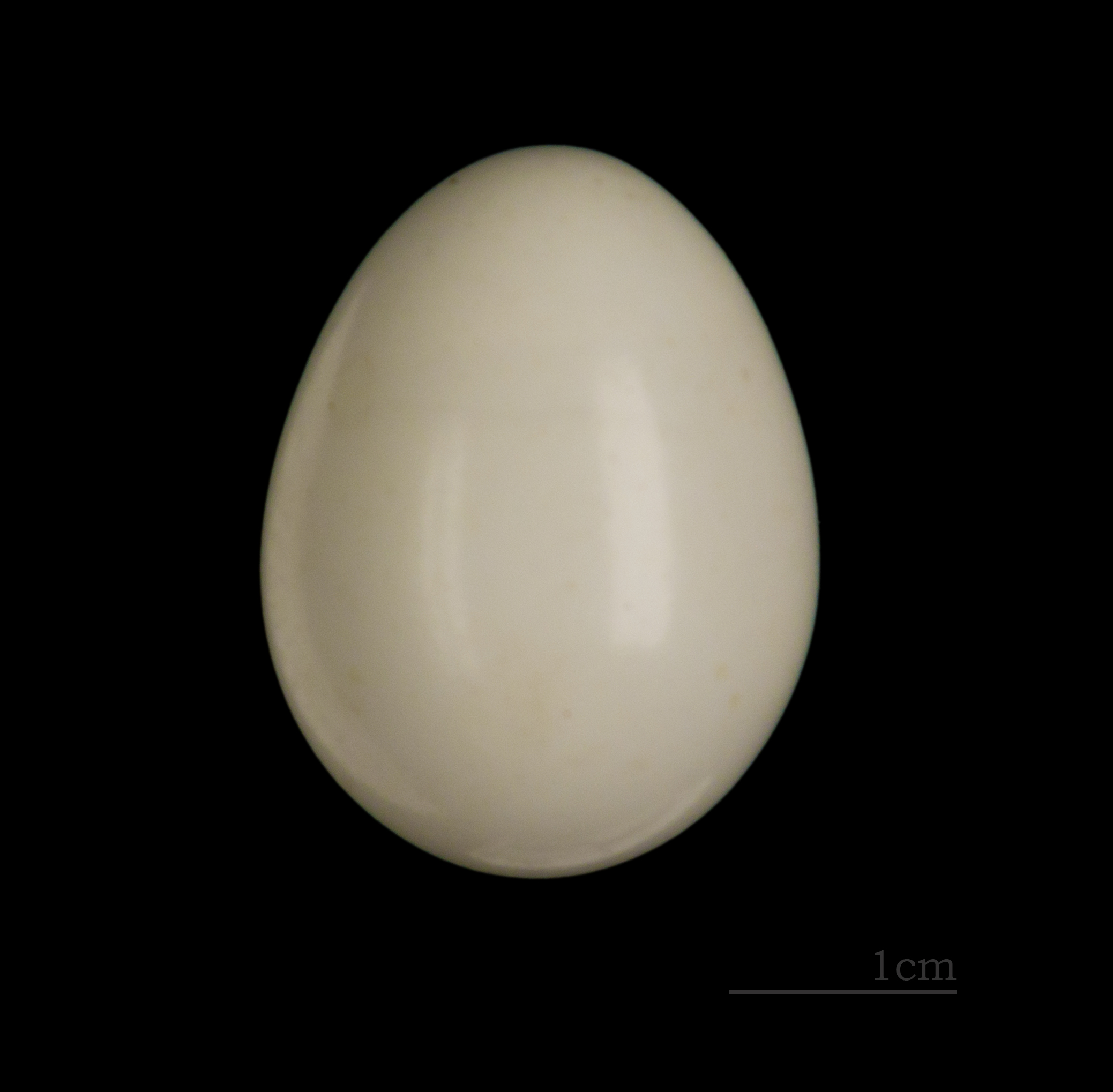
Яйцо Picus vaillantii

Picus vaillantii (лат.) — вид птиц семейства дятловых. Подвидов не выделяют. Долгое время считался подвидом зелёного дятла, сегодня, однако, рассматривается в качестве самостоятельного вида. Видовое название дано в честь французского орнитолога Франсуа Левальяна (1753—1824).

## Описание
Picus vaillantii очень похож на обитающего в Европе зелёного дятла. У обоих полов имеется чёрная полоса, т. н. «борода» (у самцов зелёных дятлов «борода» красного цвета). В отличие от зелёного дятла у Picus vaillantii отсутствует чёрная маска на лице, оперение в области глаз от серого до зеленоватого цвета. Как и у седого дятла, у Picus vaillantii между глазами и основанием клюва имеется чёрная уздечка.

## Распространение
Северо-запад Марокко через север Алжира до северо-запада Туниса. Встречается на полянах среди каменных дубов и кедров, от прибрежных местностей вплоть до субальпийских высот.